# Попытка военного переворота в Эфиопии (1960)
Попытка военного переворота в Эфиопии 1960 года (амх. የታኅሣሥ ግርግር) — государственный переворот, организованный в Эфиопии 13 декабря 1960 года. Его целью было свержение императора Хайле Селассие, который в то время находился с государственным визитом в Бразилии. Четыре заговорщика во главе с Гырмаме Ныуай и его старшим братом бригадным генералом Мэнгысту Ныуай, командиром Кебур Забанги (Императорской гвардии), захватили нескольких министров и других важных лиц в заложники и получили контроль над большей частью Аддис-Абебы. Руководители переворота заявили, что режим Хайле Селасси свергнут и будет сформировано новое, более прогрессивное правительство во главе со старшим сыном императора, наследным принцем Асфау Воссеном, которое проведет необходимые экономические и социальные реформы. Несмотря на поддержку студентов Университета Хайле Селассие, другие воинские части остались верными императору и подавили переворот. К 17 декабря лоялисты восстановили контроль над столицей, а заговорщики были либо мертвы, либо бежали из столицы.
В апреле 1961 года, то есть всего лишь через несколько месяцев после подавления восстания, император Хайле Селассие провел серьезную перестановку в военных (армии, императорской гвардии, полиции и органах государственной безопасности) и гражданских министерствах.
После своего триумфального возвращения в столицу Эфиопии император Хайле Селассие I дал первую пресс-конференцию, на которой заявил: «Я не могу сейчас сказать, стояли ли за повстанцами какие-либо иностранные элементы. Но этого нельзя исключать... в заявлениях повстанцев можно обнаружить определенные признаки "чужой руки"».
Попытка переворота считается самой серьезной угрозой правлению Хайле Селассие I между 1941 годом и его низложением в 1974 году во время эфиопской революции. Некоторые зарубежные авторы считают, что декабрьское восстание 1960 г. «является поворотным пунктом в эфиопской истории».

## Предпосылки
В 1950-е гг. в офицерском корпусе императорской армии Эфиопии, наряду с сильными про-монархическими настроениями медленно распространялись и националистические воззрения. Заговоры 1942, 1946–1947 и 1951 гг. свидетельствовали о том, что часть офицеров не поддерживала внутри- и внешнеполитический курс императора Хайле Селассие I. С середины 50-х годов среди части офицеров, имевших современное военное образование, сложилось мнение о необходимости упразднения монархического режима. Возникло несколько нелегальных групп, к некоторым из них примкнули и гражданские лица.
В Аддис-Абебе тем временем продолжали культивировать некую жизненную индифферентность и якобы извечную привязанность эфиопов к монархическим идеалам . Массово издавались публикации, где с идеологических позиции утверждалось о значении монархии для Эфиопии.
После египетской революции 1952 года, оказавшей большое влияние на страны Азии и Африки, в офицерской среде Эфиопии появились новые националистические тенденции; их носителей в западной литературе обычно называли офицерами насеристского типа. Они группировались вокруг генерал-майора Мулюгеты Булли (командовавшего в 1942–1955 гг. императорской гвардией), который сам, однако, не стремился к изменениям в системе государственного управления. Вследствие такой позиции Мулюгеты Булли, а также по причине собственной идейно-политической нетвердости, разобщенности, пассивности и, может быть, даже некоторой расчетливости офицеры-насеристы не «были готовы встать на сторону» организаторов попытки государственного переворота в декабре 1960 г.. Это произошло еще и потому, что большинство националистически настроенных офицеров, в том числе и насеристы, ничего не знали о планах свержения Хайле Селассие I. Тем более что, как заверяет американский социолог Д. Левин, организаторы декабрьского переворота действовали в разрез с договоренностью между передовым офицерством о том, чтобы захватить власть в стране, когда Хайле Селассие I умрет.
В конце 1959 – начале 1960 г. в Аддис-Абебе возник тайный Совет революции, который возглавляли братья Мэнгысту и Гырмаме Ныуай – выходцы из знатной аристократической фамилии Моджа из Шоа. Первый был командующим императорской гвардией в чине бригадного генерала, а второй – губернатором Джиджиги – небольшой области на юго-востоке страны. Со временем к ним примкнули начальник службы безопасности подполковник Уоркынэх Гэбэйеху и руководитель полицейских сил страны бригадный генерал Цыге Диббу. Идейным вдохновителем организации был Гырмаме Ныуай, закончивший университетский курс в США. Студенты, обучавшиеся за границей в начале 60-х годов, считали, что он придерживался социалистических идей, а по утверждению многих придворных — коммунистических взглядов. Генерал-майор Мулюгета Булли, бывший в 1959–1960 гг. министром национального общинного развития, прямо называл его коммунистом (возможно, имелись в виду не столько его взгляды, сколько конкретные дела: Гырмаме Ныуай, будучи одно время губернатором в Уолламо, раздавал пустующие государственные земли безземельным крестьянам, не имея на то согласия императора).
Таким образом, со второй половины 1950-х гг. в Эфиопии наблюдаются ряд крестьянских восстаний, волнения городской бедноты, столкновения на этноконфессиональной основе, которые нередко преследовали сепаратистские цели, а также антиправительственными выступлениями армейских кругов, профсоюзов и студенчества, недовольных существовавшими порядками в стране. Брожение охватывало все слои эфиопского общества.

## Переворот
Гырмаме Ныуай, считающийся вдохновителем мятежа, был одним из губернаторов, разочарованных центральной властью. Когда он попытался побудить население оромо в городе Велламу строить дороги, мосты и школы, это привело местных землевладельцев к агитации за его отставку. Затем Ныуай был переведен в Джиджигу, где он «сразу же столкнулся с крайней нищетой и недоразвитием региона и с явными признаками официального пренебрежения». Как указывает один из эфиопских историков, «препятствия, с которым Ныуай столкнулся даже в этих отдаленных местностях, убедили его о необходимости перемен, и он начал работать над этим вместе со своим братом».

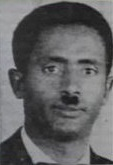
Гырмаме Ныуай

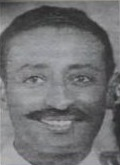
Мэнгысту Ныуай

Гырмаме убедил своего брата Мэнгысту в необходимости военного переворота. Мэнгысту был жизненно важен для успеха плана не только потому, что он командовал Кебур Забангой — гвардией императора, члены которой, как ожидалось, будут следовать приказам без обсуждения, но и потому, что у Мэнгысту были связи в эфиопских вооруженных силах. Гырмаме и Мэнгысту сформировали тайный «Совет революции», в который также вошли начальник отдела безопасности полковник Варкена Габаяху и комиссар полиции бригадный генерал Цзеге Дибу. Заговорщики начали планировать мятеж, но, опасаясь, что их планы уже стали известны властям, бросились в бой без достаточного планирования, как только император отправился с государственным визитом в Бразилию.
Вечером вторника, 13 декабря, когда император находился с визитом в Бразилии, Совет революции приступил к действиям: заговорщики пригласили нескольких министров и других важных политических деятелей (министра торговли и промышленности Мэконнына Хабтэ Уольда, премьер-министра и министра обороны раса Абебе Арагаи, а также наследного принца Амха Селассие) в Генеттский дворец для экстренной встречи, где они были взяты в заложники. В то же время сторонники полковника Варкены захватили почти все ключевые объекты в столице (дворец, почту, телеграф, телефонную станцию, здания министерств, радиостанцию, банки, аэродром), блокировали все иностранные посольства, школы и университетский колледж, заняли важные перекрестки дорог в столице и па подступах к ней, а также прервали связь с внешним миром. Гвардейцы окружили армейские базы в столице и вокруг нее .
Очевидно, что лидеры переворота ожидали, что выступление наследного принца Амха Селассие заставит другие военные части присоединиться к ним. Следующие 24 часа заговорщики ждали реакции солдат. В течение этого периода Мэнгысту и его коллеги выпустили программу предлагаемых реформ из 11 пунктов и назначили премьер-министром Имру Хайле Селассие, а популярного в войсках генерал-майора Мулюгета Булли — начальником штаба. Между тем лоялисты в вооруженных силах смогли прийти к консенсусу относительно того, как реагировать на эту угрозу. Асрет Мехин Касса, генерал-майор Мэрыд Мэнгзш и другие лоялисты обеспечили поддержку танковой бригады и эфиопских ВВС, которые находились в пределах досягаемости столицы, и перебросили по воздуху около 1000 верных солдат из отдаленных провинций. Они также выпустили листовки, подписанные эфиопским епископом с осуждением повстанцев как антирелигиозных предателей и призывом к верности Хайле Селассие. Эти листовки, как полагают, оказали большое влияние на население.
Расквартированные в Аддис-Абебе армейские части, подчинявшиеся начальнику генерального штаба вооруженных сил страны генерал-майору Мэрыду Мэнгзшу, к которому присоединилось абсолютное большинство военных руководителей Эфиопии, 15 декабря повели наступательные операции против повстанцев, засевших в императорском дворце.
К тому времени Совет революции уже оповестил население о низложении императора, сформировании нового правительства под руководством наследного принца Амха Селассие и во главе с расом Имру, о назначении генерал-майора Мулюгеты Булли командующим вооруженными силами страны. После подавления попытки переворота императорское правительство объявлено, что наследный принц Амха Селассие и рас Имру действовали по принуждению заговорщиков. В специальном обращении, зачитанном по радио 14 декабря принц Амха Селассие осудил императорский режим за деспотизм, коррупцию и непотизм. В обнародованной программе не были четко сформулированы задачи переворота: крестьянам пообещали оказать помощь, туманно упомянув при этом о радикальной аграрной реформе, гарантировалась безопасность иностранных капиталов, объявлялось о строительстве в будущем новых фабрик и заводов, о предоставлении гражданам свобод, указывалось на развитие образования и необходимость решения проблемы безработицы. Особо подчеркивался курс на создание единства в вооруженных силах и ликвидацию их деления на армию и императорскую гвардию .
Генерал Мэрыд Мэнгэша, пытаясь «отсечь» армию от восставшей гвардии, заметно повысил от имени монарха жалованье армейскому рядовому, унтер-офицерскому и офицерскому составу. Более того, в листовках, распространенных армейским командованием и подписанных патриархом Василием, заговорщики обвинялись в предательстве интересов родины, в нарушении клятвы верности императору. Выступив по армейской радиостанции, патриарх Василий призвал население страны сохранять преданность Его Величеству императору Хайле Селассие I и не поддерживать заговорщиков. Позиция церкви возымело свое действие. Многие из колебавшихся офицеров армии прочно заняли сторону императора.
Совету революции ничуть не удалось расширить социальную базу переворота. Не возымело должного влияния и привлечение к управлению государством двух видных членов императорской семьи (сына и двоюродного брата Хайле Селассие), что было сделано, вероятно, умышленно, в соответствии с социально-психологическими традициями Эфиопии. Совет революции мог рассчитывать на поддержку только небольшого контингента императорской гвардии (4,5 тыс. человек), части которой дислоцировались в Аддис-Абебе. Но рядовые гвардейцы, да и младшие офицеры большей частью полагали, что сражаются за императора Хайле Селассие I, которого, как они полагали, армия пытается свергнуть. Когда же истинная картина событий более или менее прояснилась, многие гвардейцы дезертировали.. 
Шаткостью позиции восставших при озвучивании социально-экономических и политических преобразовании воспользовались правящие круги, которые их выступление против правящего режима было представлено как дело рук «небольшой изолированной группы офицеров», объявивших о своем желании покончить с деспотизмом и нищетой, что перекликалось «с осуществлением программы прогресса в области просвещения, здравоохранения и общественного благополучия, которая (по словам императора) уже давно выполняется».
Во второй половине следующего дня начались бои. Сильно уступавшие в численности повстанцы начали сдавать позиции. Многие рядовые солдаты Кебур Забанги, узнав, что они сражаются с императором, потеряли боевой дух, поскольку их убеждали, что они сражаются за него. Когда начались боевые действия, жители столицы поддержали лоялистов. Перед тем, как покинуть столицу, Гырмаме приказал расстрелять 15 заложников в Генеттском дворце.
В их числе были: рас Абебе Арагаи, генерал-губернатор Тигре рас Сыюма, придворный священник Аббу Ханну и генерал-майор Мулюгет Булли, который отказался присоединиться к восставшим. Возвращение Хайле Селассие I 16 декабря в страну помогло стабилизировать положение. Руководители переворота бежали с остатками разбитых частей в горы. 
Вскоре были ликвидированы последние очаги сопротивления восставших. Генерал Цзеге был убит в бою, полковник Варкена покончил жизнь самоубийством. Мэнгысту и Гырмаме смогли избегать поимки до 24 декабря 1960 года, когда их окружили солдаты недалеко от Моджо. Гырмаме покончил с собой, а Мэнгысту сдался. Через несколько месяцев его публично повесили на церковной площади. Тело Гырмаме было доставлено в Аддис-Абебу и повешено в доказательство решительности императора. Официальные данные смертности в указанный период свидетельствуют о том, что было убито не менее 300 человек, многие из них были убиты на улицах, по кенийским данным общие потери в ходе переворота составили около 2000 убитых и раненых.
Оставшиеся в живых руководители переворота, так же, как и сотни рядовых участников, получили различные сроки тюремного заключения. Всех подозреваемых в соучастии перевороту выслали в отдаленные районы империи.
Неясность целей переворота, слабое использование средств массовой пропаганды, недостаточная информированность (а во многих случаях дезинформированность) большинства участников движения о его задачах, нерешительность и декларативность заявлений руководителей, отсутствие наступательных действий со стороны Совета революции, его неспособность нейтрализовать армейский генералитет, сохранивший преданность императору Хайле Селассие I и сумевший бросить против восставших частей гвардии крупные армейские части, — все это не способствовало успеху Совета революции.
Впервые выступление части вооруженных сил было предпринято не в целях простой смены монарха, а для осуществления радикальных реформ, для изменения социально-экономического облика Эфиопии.
В правительственном сборнике материалов к 10-й годовщине эфиопской революции специально подчеркивалось, что «попытка государственного переворота в 1960 г. — важная веха в борьбе масс, так как показала возможность уничтожить феодальный строй».